# Национальный парк Маново-Гоунда-Сен-Флорис
Национальный парк Маново-Гоунда-Сен-Флорис (фр. Parc national du Manovo-Gounda St Floris) — национальный парк в Центральноафриканской Республике, расположенный в префектуре Бамбинги-Бангоран, вблизи с границей с Чадом. С 1988 года является объектом Всемирного наследия ЮНЕСКО в связи с ценностью его богатой флоры и фауны. В обширных саваннах обитают чёрные носороги, слоны, гепарды, леопарды, гиеновидные собаки, краснолобые газели, буйволы, во влажных местностях — множество водоплавающих птиц.

## История
В 1933 году на части территории современного парка площадью 13 500 га был создан национальный парк Убанги-Чари, переименованный в 1935 году в национальный парк Матумара. В 1940 году он был переименован в национальный парк Сен-Флорис, его площадь составила 40 000 га. В 1960 году территория парка была увеличена до 100 700 га, в 1974 году — до 277 600 га. В 1979 году в результате объединения парка Сен-Флорис и бывшего охотничьего резервата был создан национальный парк Маново-Гунда-Сен-Флорис.

## Общая география
Парк расположен в восточной части префектуры Бамбинги-Бангоран на севере Центральноафриканской Республики. На севере его граница совпадает с государственной границей с Чадом. Через парк проходит дорога Ндел-Бирао.
Абсолютная высота парка варьируется от 400 до 800 м. Парк включает три основные природные зоны: покрытые травой долины рек Бар-Аук и Бар-Камер на севере, переходная равнина с лесистой саванной и плато Чейн-де-Бонго на юге. Плато состоит в основном из песчаника и возвышается над долиной на 100—200 м. Пять основных рек парка текут со стороны плато в долины Бар-Аук и Бар-Камер на севере, Вакага — на востоке, Горо, Гунда, Кумбара — на западной стороне. Бассейны трёх основных рек полностью находятся на территории парка. Однако в течение сухого периода их русла часто пересыхают и достигают только долин Бар-Аук и Бар-Камер.
Климат в парке тропический, полусухой судано-гвинейский со средним годовым количеством осадков от 950 до 1700 мм, выпадающих в основном между июнем и ноябрём с большим количеством осадков на возвышенной местности. Период с декабря по май — жаркий и сухой, с чем связаны частые пожары в конце зимы. Температура в северных долинах выше, чем на плато.

## Фауна
Фауна парка отражает переход между Восточной и Западной Африкой, Сахелем и лесами тропиков. Он содержит 57 видов млекопитающих, более, чем другие части восточной африканской саванны. Некоторые виды особо нуждаются в защите: чёрные носороги (лат. Diceros bicornis), численность которых снижалась до десяти особей; лесной слон (лат. Loxodonta africana cyclotis), количество которых составляет 2-3 тыс.; леопард (лат. Panthera pardus), гепард (лат. Acinonyx jubatus), гиеновидная собака (лат. Lycaon pictus).
На территории района Сен-Флорис самыми распространёнными млекопитающими являются лат. Kobus kob, лат. Alcelaphus buselaphus и серый дукер (лат. Sylvicapra grimmia), а также менее распространённые лат. Kobus ellipsiprymnus, ориби (лат. Ourebia ourebi), лат. Damaliscus lunatus, лат. Redunca redunca, лат. Hippotragus equines и лат. Taurotragus derbianus, буйвол (лат. Syncerus caffer), бородавочник (лат. Phacochoerus aethiopicus) и гиппопотам (лат. Hippopotamus amphibius). Распространёнными приматами являются бабуин (лат. Papio anubis), лат. Cercopithecus patas и лат. Cercopithecus tantalus, а также чёрные и белые обезьяны Колобуса (лат. Colobus guereza) в сухих лесах. Среди других крупных млекопитающих можно встретить львов (лат. Panthera leo), жирафов (лат. Giraffa camelopardalis), золотую кошку (лат. Felis aurata), лат. Cephalophus rufilatus, лат. Cephalophus sylvicultor и трубкозуба (лат. Orycteropus afer).
Зарегистрировано присутствие около 320 видов птиц, из которых 25 — хищные птицы, включая лат. Terathopius ecaudatus и лат. Cumcuma vocifer. Здесь встречаются крупные сезонные популяции марабу (лат. Leptoptilos crumeniferus) и пеликанов (лат. Pelecanus onocrotalus и лат. Pelecanus rufescens). Влажные части равнин севера важны для водоплавающих и ржанковых птиц. Здесь гнездится лат. Shoebill Balaeniceps rex. На равнинах встречаются страусы (лат. Struthio camelus), пчелоедки и зимородки.